# Lepidurus
Lepidurus és el més gran dels dos gèneres de Notostraca. Conté les següents espècies
- Lepidurus apus (Linnaeus, 1758)
- Lepidurus arcticus (Pallas, 1793)
- Lepidurus batesoni Longhurst, 1955
- Lepidurus bilobatus Packard, 1883
- Lepidurus couesii Packard, 1875
- Lepidurus cryptus D. C. Rogers, 2001
- Lepidurus lemmoni Holmes, 1894
- Lepidurus lynchi Linder, 1952
- Lepidurus mongolicus Vekhoff, 1992
- Lepidurus packardi Simon, 1886